# Music of Alec Wilder
Music of Alec Wilder ist ein Album des Jazzgitarristen Vic Juris. Die Aufnahmen entstanden am 23. September 1996 und erschienen im selben Jahr bei Double-Time Records.

## Hintergrund
Beginnend mit Roadsong (1978, u. a. mit Barry Miles, Rick Laird, Terry Silverlight) spielte Vic Juris bis 2018 eine Reihe von Alben unter eigenem Namen ein. 1995/96 arbeitete Vic Juris u. a. mit David Liebman (John Coltrane's Meditations), Steve LaSpina  (Story Time) und Richie Cole. Mit Tim Hagans, David Liebman, Steve LaSpina und Jeff Hirshfield nahm er schließlich im September 1996 ein Album mit Titeln des Komponisten Alec Wilder (1907–1980) auf, darunter „Lady Sings the Blues“ (den Billie Holiday ab 1956 bekannt machte), „Moon and Sand“ und „While We’re Young“, der ab 1943 in Versionen von Don Cherry und Tony Bennett in den USA populär war.
Das vorliegende Album ist eine der wenigen Jazzproduktionen, die sich Alec Wilders Werk widmeten, schrieb Doug Ramsey 2006; Bob Brookmeyer veröffentlichte 1961 die LP 7 X Wilder (Verve Records). Auch Jackie Cain & Roy Kral (An Alec Wilder Collection, 1990) sowie die Pianistin Marian McPartland (1980) nahmen Wilder-Tributalben auf. 2002 legten Ben Sidran und das Bob Rockwell Quartet das Album Walk Pretty vor.

## Titelliste
- Vic Juris – Music of Alec Wilder (Double-Time Records – DTRCD-118)[3]

1. Where Is the One (Eddie Finckel, Alec Wilder) 6:11
2. Goodbye John (Edward Eager, A. Wilder) 5:44
3. Winter of My Discontent (Ben Ross Berenberg, Alec Wilder) 6:26
4. Moon and Sand (A. Wilder, Morty Palitz, William Engvick) 5:42
5. Blackberry Winter (Alec Wilder & Loonis McGlohon) 5:05
6. A Long Night (A. Wilder, Loonis Mc Glohon) 5:05
7. Lady Sings the Blues (A. Wilder, William Engvick) 7:22
8. That’s My Girl (A. Wilder, William Engvick) 5:38
9. While We’re Young (Alec Wilder, Morty Palitz, William Engvick) 6:53
10. Homework 5:51
11. Such a Lonely Girl Am I 3:49
12. Little Circles 4:05

- Alle anderen Kompositionen stammen von Alec Wilder.

## Rezeption

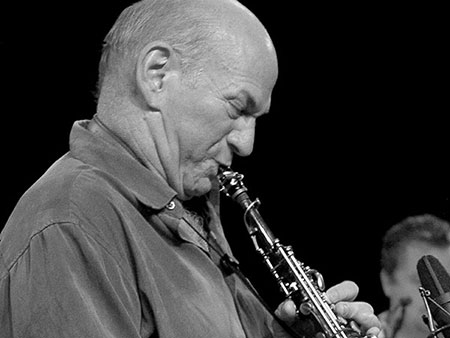
Dave Liebman 2014

David R. Adler vergab an das Album in Allmusic vier (von fünf) Sterne. Nach Ansicht des Rezensenten eigneten sich Wilders Lieder hervorragend als Vehikel für die ambitionierte Jazzimprovisation. Liebman und Hagans seien wunderschön aufgenommen worden, und Juris variiere die Ensemble-Konfigurationen, um sie und sich selbst in immer neuen Kontexten zu präsentieren. Zu den Höhepunkten zählt der Autor Hagans’ und Juris’ zarte Interpretation von „Moon and Sand“, Liebmans Interpretation von „Blackberry Winter“ auf dem Sopransowie Liebmans und Hagans Spiel in „Winter of My Discontent“ und „Where Is the One“. Nirgendwo sei Wilders kompositorische Breite so deutlich wie im Kontrast zwischen der berauschenden Winkligkeit von „That’s My Girl“ und der tiefen Melancholie von „The Lady Sings the Blues“, urteilt Adler.
Nach Ansicht von Jim Ferguson, der das Album 1997 in JazzTimes besprach, wird die Melodie-orientierte Musik Alec Wilders in der Tradition der großen Liedschmiede mit einer Menge überraschender Wendungen von Juris und seinen Mitspielern würdig und kunstvoll behandelt. Währenddessen zeige der Gitarrist seinen Respekt für Wilders Talente und mache ihn insbesondere durch seine Arrangements bekannt, die die Instrumentenkombinationen kreativ variierten. Juris liefere „wunderschönes Spiel“, resümiert der Autor, „verankert in Juris’ ungewöhnlich sensibler Unterstützung und fließenden Soli.“
Richard Cook und Brian Morton, die in ihrem Penguin Guide to Jazz das Album mit der zweithöchsten Bewertung (3½ Sterne) auszeichneten, sind der Ansicht, dass Hagan und Liebman dem Gitarristen weitgehend die Show stahlen, wodurch Juris „wie der gute und wahre Sideman“ wirkte, der er ja auch sei. Das Material, einschließlich so obskurer Lieder, wie „A Long Night“ (den Wilder für Frank Sinatra geschrieben hatte), sei „ein Gewinn und die Interpretationen sind konsequent einfallsreich“.